# Kupévärmare

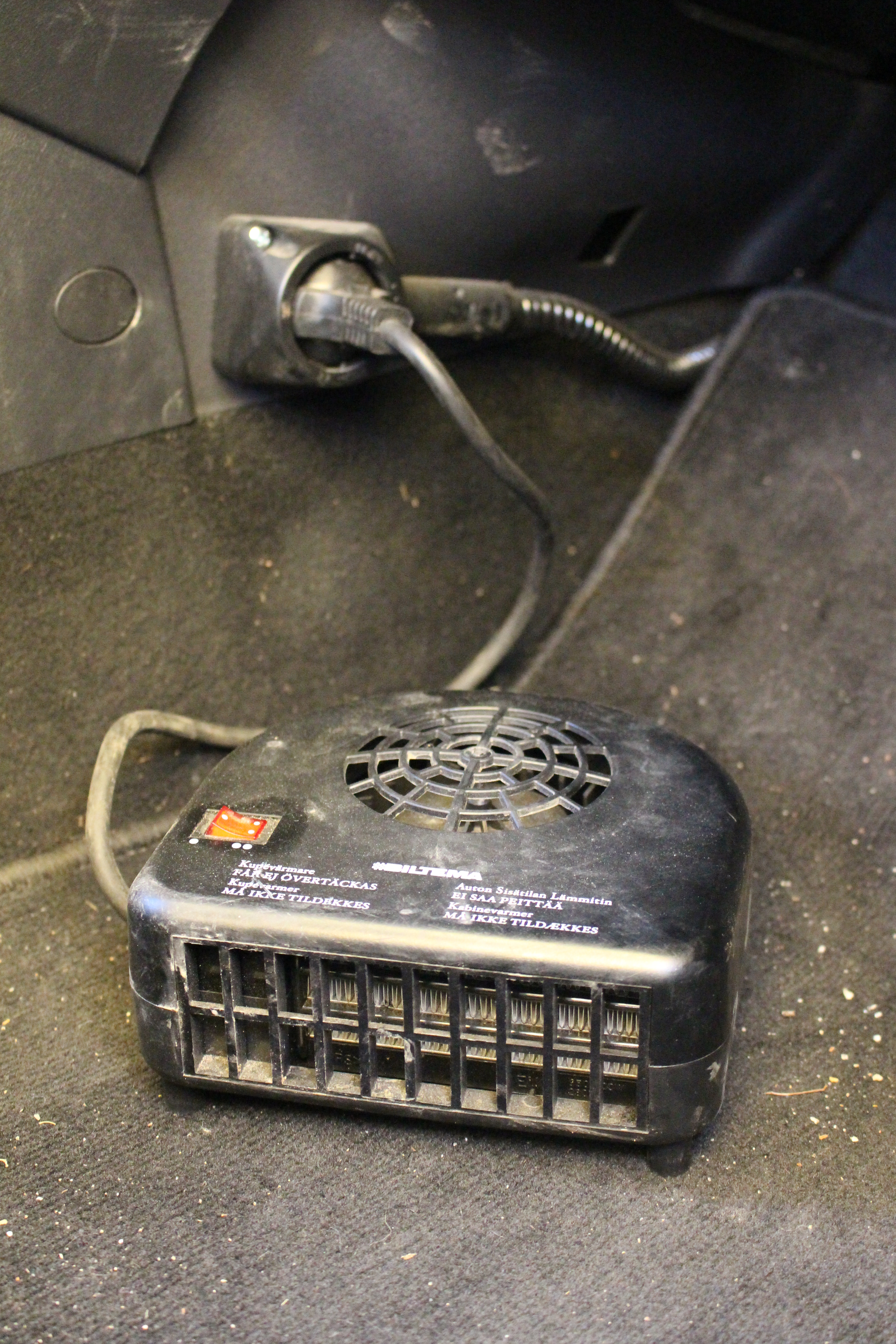
Kupévärmare vid bilens framsäte.

En kupévärmare är ett elektriskt element med en fläkt, avsedd att förvärma passagerarutrymmet i ett stillastående fordon. Den drivs av 230V nätspänning. Ofta delar den anslutning med en elektrisk motorvärmare. En värmare av detta slag utgör en stor brandrisk och måste därför placeras på rätt sätt.